# Глухарёва, Мария Павловна
Мария Павловна Глухарёва (20 марта 1927, Доброе Поле, Курская губерния — 8 июня 2015, Феодосия) — советский учитель географии. Герой Социалистического Труда. Действительный член Географического общества СССР и Украины.

## Биография
Мария Павловна Глухарёва родилась 20 марта 1927 года в селе Доброе Поле (ныне — посёлок Хомутовского района Курской области) в крестьянской семье.
В 1947 году окончила среднюю школу, после чего поступила на заочное отделение Курского государственного педагогического института естественно-географического факультета.
Начала работать учителем в Романовской семилетней школе (Курская область), затем — завучем Ольховской семилетней школе.
В 1955 году переехала в город Константиновка (Донецкая область), где с 1955 по 1957 годы работала учителем биологии в школе рабочей молодежи № 4. В 1957 году переехала в город Феодосия (Крым), где преподавала географию с 1957 по 1960 годы в школе № 6, а с 1960 по 2002 годы — в школе № 2. В работе использовала передовые методы преподавания, технические средства обучения, разнообразные пособия, а также использовала в работе экскурсии и походы с детьми. Создала школьный музей, университет педагогических знаний для родителей.
Указом Президиума Верховного Совета СССР от 27 июня 1978 года за большие заслуги в деле обучения и коммунистического воспитания учеников Марии Павловне Глухарёвой присвоено звание Героя Социалистического Труда с вручением ордена Ленина и медали «Серп и Молот».
Трижды избиралась депутатом Феодосийского городского совета народных депутатов.
Жила в городе Феодосия (Крым). Умерла 8 июня 2015 года.

## Награды
- Орден Ленина;
- Орден Трудового Красного Знамени;
- Медали;
- Знак «Отличник народного образования СССР».